# 史塔西博物館
史塔西博物館（德語：Stasi Museum）是位於德國首都柏林的一座博物館。史塔西博物館成立於1990年，目地是保存和收集有關史塔西的史料。

## 外部連結
- Home page in English （页面存档备份，存于）

52°30′52″N 13°29′15″E / 52.5144°N 13.4875°E